# Cantón de Le Theil
El cantón de Le Theil era una división administrativa francesa, que estaba situada en el departamento de Orne y la región de Baja Normandía.

## Composición
El cantón estaba formado por diez comunas:
- Bellou-le-Trichard
- Ceton
- Gémages
- La Rouge
- Le Theil
- L'Hermitière
- Mâle
- Saint-Agnan-sur-Erre
- Saint-Germain-de-la-Coudre
- Saint-Hilaire-sur-Erre

## Supresión del cantón de Le Theil
En aplicación del Decreto nº 2014-247 de 25 de febrero de 2014, el cantón de Le Theil fue suprimido el 22 de marzo de 2015 y sus 10 comunas pasaron a formar parte del nuevo cantón de Ceton.